# هاينريش توربكه
هاينريش توربكه (بالألمانية: Heinrich Thorbecke) ( 1253 - 1307 هـ / 1837 - 1890 م ) هو مستشرق ألماني.

## آثاره
- ديوان «عنترة» (ليبتسج، 1867).
- «المفضليات» للمفضل الضبي (الكراسة الأولى، ليپتسك، 1885).
- «دُرّة الغوّاص في أوهام الخواص» للحريري.